# Terra Nova (Bahia)
Terra Nova é um município brasileiro do estado da Bahia.

## História
Terra Nova terá nascido à volta da feira instituida em 1819 pelo Senhor do Engenho de Aramaré Luís Paulino d’Oliveira Pinto da França, Marechal de Campo de Portugal. O antigo arraial Terra Nova está localizado na Fazenda Terra Nova da família Pacheco Pereira, à margem direita do Rio Pojuca, em terreno pertencente à freguesia de Vila do Rio Fundo.
Em 1889, o Barão Bom Jardim iniciou a instalação de um engenho de açúcar, a partir do qual se desenvolveu um povoado que deu origem à área denominada Terra Boa. Seu nome foi mudado para Terra Nova em 1961, quando a cidade se separou de Santo Amaro e adotou o nome de vila velha.
Ex-distrito de Santo Amaro da Purificação, teve o seu projeto de emancipação proposto pelo Sr. Arthur Pacheco Pereira, filho do juiz de Direito Dr. Américo Pacheco Pereira, ao seu compadre e amigo, o então Governador, Gen. Juracy Magalhães, e cuja família cedeu parte de suas terras (chamada de Terra Nova "Velha") para a instituição do Município. O Sr. Arthur Pacheco Pereira, nasceu em 8 de abril de 1920 e faleceu em 23 de janeiro de 2004, foi casado com a Sra. Eglantina Argolo Pacheco Pereira, professora, tendo sido secretária de educação do Município, nascida em 12 de março de 1921 e falecida em 7 de agosto de 2015.
Os habitantes são chamados de terra-novenses. Terra Nova se localiza a 15 quilômetros a nordeste de Amélia Rodrigues, a maior cidade do entorno.

## Formação administrativa
Território criado com o nome de Terra Boa (antigo vilarejo) pela n Lei Estadualº 628, o terreno é parcelado do distrito de Rio Fundo e pertence ao Município de Santo Amaro.
Promovido à categoria de municípios denominados Terra Nova, desmembrado do Município de Sant'Amaro, pela Lei Estadual 1.532. Sediada no atual distrito de Terra Nova (antiga Terra Boa). Composto por 3 bairros: Terra Nova, Jacu e Rio Fundo.